# Bradbury (Califòrnia)
Bradbury és una ciutat dels Estats Units a l'estat de Califòrnia. Segons el cens del 2000 tenia 855 habitants.

## Demografia
Segons el cens del 2000, Bradbury tenia 855 habitants, 284 habitatges, i 239 famílies. La densitat de població era de 172,8 habitants/km².
Dels 284 habitatges en un 33,1% hi vivien nens de menys de 18 anys, en un 69,4% hi vivien parelles casades, en un 8,8% dones solteres, i en un 15,5% no eren unitats familiars. En el 12% dels habitatges hi vivien persones soles el 3,9% de les quals corresponia a persones de 65 anys o més que vivien soles. El nombre mitjà de persones vivint en cada habitatge era de 3,01 i el nombre mitjà de persones que vivien en cada família era de 3,21.
Per edats la població es repartia de la següent manera: un 24,7% tenia menys de 18 anys, un 5,7% entre 18 i 24, un 25,5% entre 25 i 44, un 28,8% de 45 a 60 i un 15,3% 65 anys o més.
L'edat mediana era de 42 anys. Per cada 100 dones de 18 o més anys hi havia 95,2 homes.
La renda mediana per habitatge era de 100.454 $ i la renda mediana per família de 106.736 $. Els homes tenien una renda mediana de 56.250 $ mentre que les dones 40.000 $. La renda per capita de la població era de 57.717 $. Cap de les famílies i el 2% de la població estaven per davall del llindar de pobresa.

## Poblacions més properes
El següent diagrama mostra les poblacions més properes.